# Pédale (mécanique)
Pour les articles homonymes, voir Pédale.
En mécanique, une pédale est un levier actionné par le pied humain, permettant de transmettre une force, et/ou convertir un mouvement, à un dispositif mécanique. Les pédales permettent également de libérer les mains qui peuvent alors contrôler un autre dispositif mécanique.

## Utilisation
On trouve les pédales :
- dans le tour à perche et le tour de potier ;

- dans les véhicules automobiles :
  - la pédale d'accélération ou familièrement « accélérateur » contrôle la puissance du moteur[1],
  - la pédale de frein permet de ralentir et de s’arrêter[1].
  - pour les véhicules à boîte de vitesses manuelle, la pédale d'embrayage commande le couplage/découplage du moteur à la transmission secondaire[1] ;

dans l'automobile différents règlements sont susceptibles de réglementer les pédales. Le règlement 172 ACPE est le dernier règlement de l'UNECE. Il pourrait entrer en vigueur en 2025.
- sur les bicyclettes : la pédale de bicyclette permet de transmettre l'effort de va-et-vient des jambes du cycliste en mouvement de rotation à la chaine du vélo[2].
- sur des instruments de musique :
  - les harpes, pour modifier la longueur des cordes et permettre les altérations[3] ;
  - les grosses caisses des batteries qui se jouent la plupart du temps à la pédale ;
  - les timbales, pour modifier la tension de la peau et accorder ;
  - les pianos, pour annuler l'action des étouffoirs et laisser résonner les cordes, ou au contraire pour atténuer le son (voir aussi pédale harmonique)[3] ;
  - les instruments de musique électronique ou amplifiée pour activer, désactiver ou moduler des effets (pédale d'effet : wah-wah, distorsion), pédale d'expression ;
- sur des jouets: comme les voitures à pédales ou les tracteurs à pédales ;
- sur des modèles anciens de machine à coudre à pédale mécanique ou modernes à pédale électrique.